# Roland Smaniotto
Roland Smaniotto, né le 17 juillet 1946 à Dudelange au Luxembourg et mort le 12 juin 2011 à Luxembourg-Ville, est un coureur cycliste luxembourgeois, professionnel en 1968.

## Palmarès et résultats

### Palmarès par année
- 1963
  - 3e du championnat du Luxembourg sur route cadets
- 1965
  - Grand Prix Général Patton
- 1966
  -  Champion du Luxembourg de poursuite amateurs
- 1968
  -  Champion du Luxembourg des clubs
  - 3e du championnat du Luxembourg sur route
- 1969
  -  Champion du Luxembourg des clubs
  - 2e de la Flèche du Sud
  - 2e du Circuit des Douze Cantons

### Résultats sur les grands tours

#### Tour de France
1 participation
- 1968 : abandon (12e étape)